# Franck Solforosi
Franck Robert Bernard Solforosi (Lyon, 10 de setembro de 1984) é um remador francês, medalhista olímpico.

## Carreira
Solforosi competiu nos Jogos Olímpicos de 2008, 2012 e 2016, sempre na prova do quatro sem peso leve. Em sua primeira aparição, em Pequim, integrou a equipe da França que finalizou em quarto lugar. Em Londres, novamente esteve com a equipe francesa, mas o sétimo lugar geral piorou o desempenho do quarteto em relação a edição anterior. No Rio de Janeiro, quatro anos depois, conquistou a medalha de bronze no que foi seu melhor resultado de sempre.